# Anita Bulath
Anita Bulath (* 20. September 1983 in Dunaújváros, Ungarn) ist eine ehemalige ungarische Handballspielerin.

## Karriere
Bulath spielte ab 1996 bei Ercsi SE und wechselte zwei Jahre später zu Győri ETO KC. 1999 schloss sich die Rückraumspielerin Dunaferr SE an, mit dem sie 2001, 2003 und 2004 die ungarische Meisterschaft sowie 2002 und 2004 den ungarischen Pokal gewann. In der Saison 2006/07 lief sie für den dänischen Erstligisten FCK Håndbold auf. Anschließend schloss sich Bulath dem kroatischen Verein ŽRK Podravka Koprivnica an, mit dem sie 2008 und 2009 sowohl die kroatische Meisterschaft als auch den kroatischen Pokal gewann. 2009 kehrte die Rechtshänderin nach Ungarn zurück, wo sie für DVSE auflief. In der Saison 2011/12 spielte Bulath für den Erstligisten Veszprém Barabás KC und wurde Torschützenkönigin der höchsten ungarischen Spielklasse. In der darauffolgenden Saison ging sie für den dänischen Erstligisten Viborg HK auf Torejagd. Bulath kehrte 2013 zu Dunaújvárosi Kohász KA, der Nachfolgeverein von Dunaferr SE, zurück. 2014 wurde sie erneut Torschützenkönigin der höchsten ungarischen Spielklasse. In der Saison 2015/16 gewann sie mit Dunaújvárosi Kohász KA den EHF-Pokal. Anschließend legte Bulath aus familiären Gründen eine Pause ein, blieb dem Verein jedoch als Trainerin der U11-Mannschaft erhalten. Im August 2017 brachte sie einen Sohn zur Welt. Ab der Saison 2018/19 stand sie bei DVSE unter Vertrag. Zwar kündigte Bulath für das Saisonende 2019/20 ihr Karriereende an, jedoch entschloss sie sich nochmals zu Dunaújvárosi Kohász KA zurückzukehren. Nach der Saison 2021/22 beendete sie ihre Karriere. Im Rahmen ihrer Verabschiedung wurde bekannt, die ihre Trikotnummer 20 nicht mehr bei ihrem ehemaligen Verein vergeben wird. Seit ihrem Karriereende ist sie als Leiterin der Akademie von Dunaújvárosi Kohász KA tätig.
Bulath gewann mit der ungarischen U17-Auswahl die Bronzemedaille bei der U-17-Europameisterschaft 2001 sowie mit der U20-Auswahl 2001 die Bronzemedaille und 2003 die Silbermedaille bei der U-20-Weltmeisterschaft. Seit 2004 gehört sie dem Kader der ungarischen Frauen-Nationalmannschaft an. Der größte Erfolg mit der Frauen-Nationalmannschaft war der Gewinn der Bronzemedaille bei der EM 2012.